# Hate
För månen, se Hati.
Hate (fvn ”han som hatar”, ”fiende”) Hróðvitnisson (”son till den stolte ulven”, d.v.s. Fenrisulvens son) är en jättelik varg i nordisk mytologi som tillsammans med sin bror Skoll förföljer Sól (”Sol”) och Máni (”Måne”). Vid Ragnarök slukas de båda himlakropparna av bestarna. Hate förekommer i Sången om Grimner och i Völvans spådom och kallas i Snorres Edda för Månegarm. 

## I den Poetiska Eddan
Hate är ganska säkert den varg som nämns i Völvans spådom stroferna 40 och 41, här i översättning av Erik Brate:

Österut i Järnskogen
den åldriga satt
och födde där
Fenrers avkomlingar.
En bliver mest
av alla förnämlig,
tunglets rövare,
i trolls skepnad.

Han mättar sig med lik
av män, som dött,
gudars boning
med blod besudlar.
Svart blir solskenet
om somrarne efter,
all väderlek vansklig.
Veten I än mer och vad?

I Sången om Grimner berättar Oden om Fenrisulvens söner, även här i översättning av Erik Brate:

Skoll heter den ulv,
som till skogens hägn
den glänsande guden förföljer;
en annan är Hate,
han är ättling av Rodvitner,
skall stänga strålande himlabrud vägen.

## Jätten Hate
Hate är också namnet på en jätte omtalad i Helgakviða Hjǫrvarðssonar. Om denne Hate vet vi inte mer än vad som kan extraheras ur den i Helgakviða ingående dikten Hrímgerðarmál. Hate bodde i Hatafjǫrðr (”Hates fjord”) och hade en dotter vid namn Hrimgerd (Hrímgerðr Hatadóttir). I det prosastycke som inleder dikten sägs att Helge Hjörvardsson ”dräpte jätten Hate, där han satt på ett berg”. Kung Helge använde därvid det svärd som han fått av sin käresta, valkyrian Svava Eylimesdotter (Sváfa Eylimadóttir). Orsaken till dråpet omtalas inte, men kan ha haft att göra med vad dottern Hrimgerd berättar i strof 17 (6), där hon presenterar sig och skryter om sin far:
| Hrimgerd heter jag, Hate min far, trotsigast ibland tursar. Mången en brud han från bygderna rövat innan av Helge han höggs. | Hrímgęrðr hęitik, Hati hét minn faðir, þann vissak ámátkastan jǫtun. Margar brúðir lét frá búi tęknar, unz hann Hęlgi hjó. |  |

Kung Helge befriade alltså bygden från en brudrövare av rang. Då jättinnan Hrimgerd sedan om natten ger sig av till Helges skepp för att kräva mansbot för sin far, slutar det med att Helges jarl retar upp henne med smädelser så till den grad att hon glömmer tiden och dröjer sig kvar så länge att hon träffas av det första gryningsljuset. Då förvandlas hon till sten.